# Podolacy
Podolacy, v dobových českých zdrojích i Podoláci, byl konzervativní politický proud působící v 2. polovině 19. století mezi polskou populací východní Haliče v rámci tehdejšího Rakouska-Uherska, respektive Předlitavska.

## Historie
Mezi podolaky patřili zejména polští šlechtici z východní Haliče. Tato skupina vznikla v 60. letech 19. století a působila až do první světové války. Podporovali autonomii Haliče a rozvoj polských práv. Odmítali ukrajinské národní hnutí a autonomistické požadavky Ukrajinců. Spolupracovali naopak s tzv. starorusíny. Počátkem 20. století se sblížili s národními demokraty (tzv. endecja). Národní listy v roce 1911 uvedly, že Podolacy bývali dříve samostatnou skupinou v rámci Polského klubu v celostátní Říšské radě, ale že s demokratizací volebního práva rozdíl mezi východohaličskými Podolaky a západohaličskými stańczyky mizel, nicméně po volbách do Říšské rady roku 1911, které oběma konzervativním skupinám přinesly značné posílení, začínají Podolacy obnovovat vlastní manévrovací prostor a sbližují se s národními demokraty (všepoláky). Podle deníku byl tento posun ovlivněn i společným kritickým postojem vůči Michału Bobrzyńskému, který zastával funkci místodržícího Haliče a patřil k stańczykům.
Mezi hlavní postavy podolaků patřili Agenor Gołuchowski, Dawid Abrahamowicz, Filip Zaleski, Wojciech Dzieduszycki nebo Kazimierz Grocholski.